# Roinville (Eure-et-Loir)
Roinville település Franciaországban, Eure-et-Loir megyében. Lakosainak száma 582 fő (2022. január 1.).

## Szomszédos községek
- Aunay-sous-Auneau (kelet)
- Saint-Léger-des-Aubées (dél)
- Béville-le-Comte (nyugat)
- Auneau-Bleury-Saint-Symphorien (2016. január 1. – )

## Népesség
A település népessége az elmúlt években az alábbi módon változott:
| Lakosok száma | 276  | 317  | 338  | 354  | 492  | 535  | 561  | 564  | 570  | 582  |
|               | 1968 | 1982 | 1990 | 2006 | 2013 | 2015 | 2017 | 2019 | 2020 | 2022 |